# Kuradhigandu
Kuradhigandu ist die südwestlichste Insel im Mulaku-Atolls im Inselstaat Malediven in der Lakkadivensee (Indischer Ozean).

## Geographie
Die Insel liegt an der Südspitze des Atolls zusammen mit der größeren Schwester Gaakurali. Etwa fünf Kilometer weiter östlich liegen Kolhufushi und Dhihthundi, die südlichsten Inseln des Atolls, die zum östlichen Riffsaum gehören. Im westlichen Riffsaum gibt es vergleichsweise wenige Inselchen.